# 1780
1780 (MDCCLXXX) var ett skottår som började en lördag i den gregorianska kalendern och ett skottår som började en onsdag i den julianska kalendern.

## Händelser

### Juni
- 8 juni  – Henrik af Trolle utses till svensk generalamiral och chef för den svenska skärgårds- och örlogsflottan.[1]

### Juli
- 11 juli – Franska soldater anländer till Newport, Rhode Island för att förstärka kolonisterna i kriget mot Storbritannien.[2]

### Augusti
- Augusti – Sverige, Danmark och Ryssland ingår ett neutralitetsförbund mot Storbritanniens kaperier på haven. Kanslipresident Ulrik Scheffer sköter förhandlingarna eftersom kungen Gustav III är i Belgien och dricker brunn.
- 9 augusti – Den spanska amiralen Luis de Córdova y Córdova tillfångatar en brittisk konvoj med totalt 55 båtar, som ostindiefarare, fregatter och andra lastbåtar vid Kap Sankt Vincent.[3][4]

### Oktober

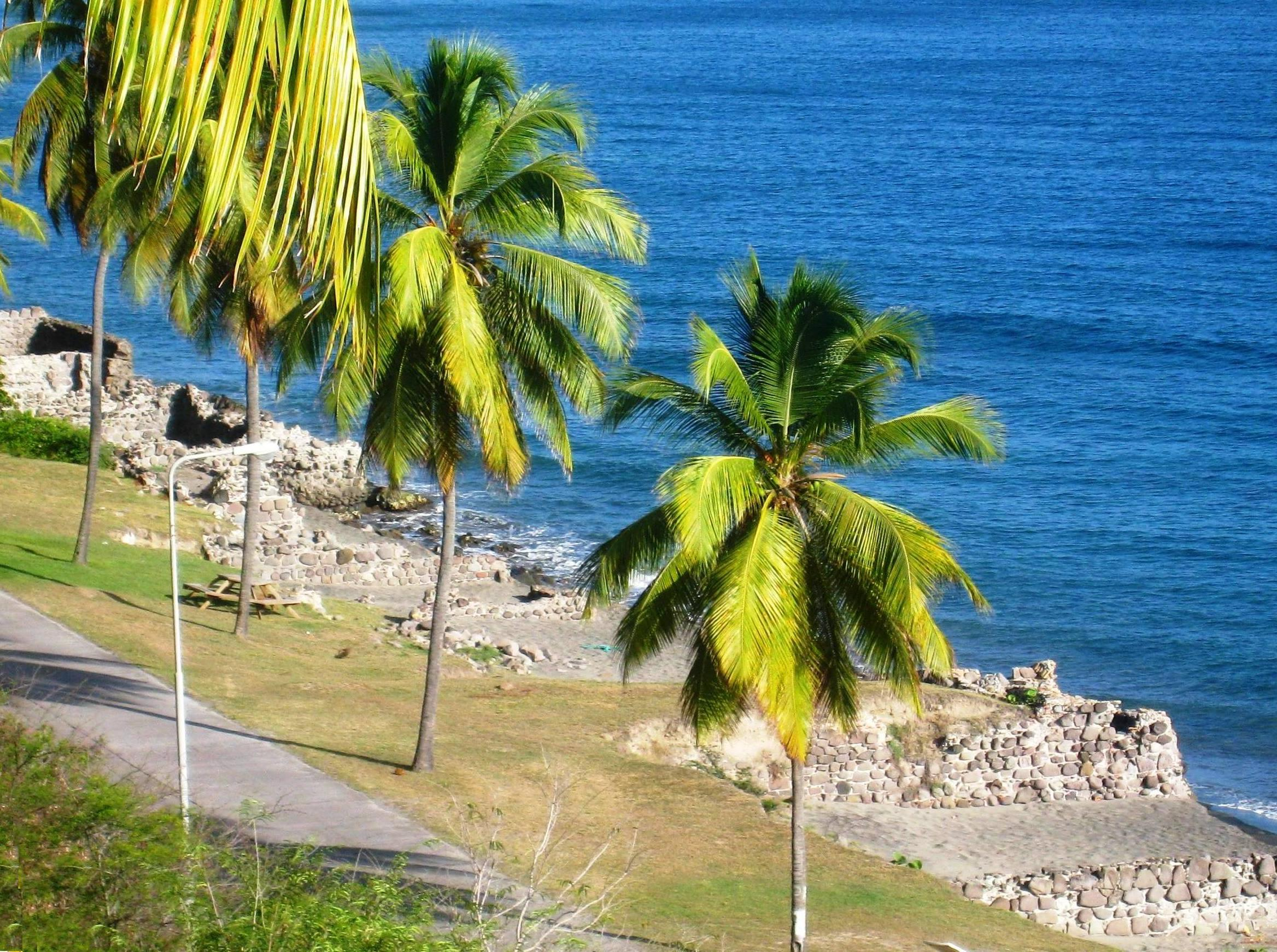
Västindien, där orkanen slagit till.

- 10–16 oktober – En orkan slår till i Västindien.

### Okänt datum
- En stor kavaljersflygel börjar på kungens uppdrag uppföras på Gripsholms slott, under ledning av F.A.U. Cronstedt.
- Religionsfrihetsförordningen för inflyttade kristna (som togs upp i riksdagen 1778) införs i Sverige.
- En svensk kunglig resolution fastslår att ett drängdagsverke skall vara tolv timmar och ett ökedagsverke (dagsverke med häst) skall vara tio.
- Uppror mot spanjorerna i Vicekungadömet Peru lett av Túpac Amaru II.
- Det Dramatiske Selskab grundas i Oslo.

## Födda

### Första kvartalet

#### Januari
- 11 januari – Erik Gabriel Melartin, ärkebiskop i Åbo ärkestift inom Evangelisk-lutherska kyrkan i Finland 1833–1847. (död 1847)
- 15 januari – John Leeds Kerr, amerikansk politiker. (död 1844)
- 30 januari – Israel Pickens, amerikansk politiker, guvernör i Alabama 1821–1825. (död 1827)

#### Februari
- 18 februari – Aleksej Venetsianov, rysk målare. (död 1847)

#### Mars
- 20 mars – Thomas Metcalfe, amerikansk politiker, guvernör i Kentucky 1828–1832. (död 1855)

### Andra kvartalet

#### April
- 3 april – Abraham Rydberg, svensk donator. (död 1845)

#### Maj
- 1 maj – John McKinley, amerikansk jurist och politiker, domare vid USA:s högsta domstol 1838–1852. (död 1852)
- 23 maj – Charles E. Dudley, amerikansk politiker, senator 1829–1833. (död 1841)

#### Juni
- 1 juni – Carl von Clausewitz, preussisk general och militärteoretiker. (död 1831)

### Tredje kvartalet

#### Juli
- 12 juli – Juana Azurduy de Padilla, boliviansk nationalhjältinna. (död 1862)

#### September
- 8 september – George Troup, amerikansk politiker. (död 1856)

### Fjärde kvartalet

#### Oktober
- 1 oktober
  - Robert Smirke, brittisk arkitekt. (död 1867)
  - Göran Wahlenberg, svensk botaniker. (död 1851)
- 17 oktober – Richard Mentor Johnson, amerikansk demokratisk politiker, USA:s vicepresident 1837–1841. (död 1850)
- 25 oktober – Philip Hone, amerikansk politiker, borgmästare i New York 1826–1827. (död 1851)

#### December
- 26 december – Mary Somerville, skotsk författare. (död 1872)
- 31 december – Nehemiah R. Knight, amerikansk politiker, guvernör i Rhode Island 1817–1821, senator 1821–1841. (död 1854)

### Okänt datum
- Robert Robers, afroamerikansk butler, författare och abolitionist. (död 1860)
- Manuela Medina, mexikansk frihetshjältinna. (död 1822)

## Avlidna

### Första kvartalet

#### Januari
- 1 januari – Johann Ludwig Krebs, 66, tysk kompositör.

#### Februari
- 14 februari – William Blackstone, 56, brittisk jurist.

#### Mars
- 3 mars – Joseph Highmore, 87, brittisk målare.

### Andra kvartalet

#### April
- 29 april – Claude-Joseph Dorat, 45, fransk författare.

#### Maj
- 26 maj – Guillaume-François Le Trosne, 51, fransk nationalekonom.

#### Juni
- 2 juni – Józef Baka, 73, polsk poet.

### Tredje kvartalet

#### Juli
- 4 juli – Karl Alexander av Lothringen, 67, österrikisk hertig och militär.

#### Augusti
- 29 augusti – Jacques-Germain Soufflot, 67, fransk arkitekt.

#### September
- 8 september – Jeanne-Marie Leprince de Beaumont, 65, fransk markisinna och författare.

### Fjärde kvartalet

#### Oktober
- 17 oktober – Bernardo Bellotto, 60, italiensk målare.

#### November
- 14 november – Jakob Houbraken, 81, nederländsk kopparstickare.
- 16 november – Nicolas Gilbert, 29, fransk poet.
- 27 november – James Denham Steuart, 68, brittisk nationalekonom.
- 29 november – Maria Teresia av Österrike, 63, monark över det Habsburgska riket 1740–1780.

#### December
- 1 december – Johan Ihre, 73, svensk språkforskare.
- 22 december – James Harris, 71, brittisk författare och politiker.
- 28 december – Céleste Durancy, 34, fransk skådespelare.

### Fotnoter
1. ↑  ”Projekt Runeberg - Nordisk familjebok”. https://runeberg.org/nfci/0441.html.
2. ↑  ”Timeline of the American Revolutionary War”. Independence Hall. Arkiverad från originalet den 30 maj 2007. https://web.archive.org/web/20070530054927/http://ushistory.org/march/timeline.htm. Läst 1 juni 2007.
3. ↑  Hattendorf, John: Naval policy and strategy in the Mediterranean: past, present, and future.
Taylor & Francis, 2000, sida 37. ISBN 0714680540
4. ↑  Harbron, John: Trafalgar and the Spanish Navy. Conway Maritime Press, 1988, sida 84. ISBN 0851774776